# فلیسیتی بار
فلیسیتی بار (انگلیسی: Felicity Barr؛ زادهٔ ۶ سپتامبر ۱۹۷۰) روزنامه‌نگار، و مجری تلویزیون اهل بریتانیا است.